# Ндали
Ндали (фр. N'Dali) — коммуна, округ, город Бенина. Площадь 3 748 км², население 113 604 человек (2013).

## История
Йоннин — место основателя Ндали, которой была принцесса Лафия Йерина Тамоу из Синанбансусона, что означает «место, покинутое королём» после смерти её старшего брата и исчезновения её отца. Что касается древнего населения Синанбансусона, то они решили навсегда присоединиться к принцессе Тамоу и таким образом сформировали королевство из пятнадцати домов. После трёх дней установки королевство осталось без названия, поэтому население решило дать имя королевству. По прибытии хауса, которые считали, что деревней управляет принцесса Таму, они дали деревне имя Дарья, что означает «нелепый», потому что для них женщина не могла управлять деревней. В конце концов Баатомбу сохранили имя Дарья, которое было изменено французским колонистом, отсюда и имя Ндали.